# Portugál gálya
A portugál gálya (Physalia physalis) a hidraállatok (Hydrozoa) osztályának telepes medúzák (Siphonophora) rendjébe, ezen belül a Physaliidae családjába tartozó faj, ami mint siphonophora, nem egyetlen organizmus, hanem kétfajta apró, hasonló felépítésű (polip, illetve meduzoid típusú) élőlényből álló telep. A portugál gálya négyfajta ilyen biológiai egyedből áll egymáshoz tapadva. Ezek mindegyikének külön fiziológiai funkciója van, de egyedül nem lennének életképesek.
A fogófonalai akár a 30 méteres hosszúságot is elérhetik, érintésük veszélyes, mert a benne lévő, csípést okozó csalánsejtek mérget tartalmaznak.

## Előfordulása
A portugál gálya a meleg világtengerekben mindenhol, de leginkább az északi-atlanti Golf-áramlatban és az Indiai-óceán, valamint a Csendes-óceán szubtrópusi vizeiben terjedt el. A Földközi-tengerben a Baleár-szigetekhez tartozó Mallorca, illetve Formentera partjai előtt is előfordulhat.

## Megjelenése
Az élőlény hossza 9–35 centiméter, a fogófonál rendszerint 15 méter, ritka esetben elérheti az 50 métert. A nagy, süvegszerű gázhólyag átlátszó vagy halvány lilás-rózsaszínes, esetleg kékes színű, túlnyomórészt nitrogénnel van tele és vitorlaként szolgál. Vitorláját képes leereszteni, így viharos időben az élőlény a víz alá merülhet, ahol védett a széltől és az időjárástól. A fogófonalak között gyakran található egy kis hal, az úgynevezett medúzahal (Nomeus gronovii), amely immunis a portugál gálya mérgével szemben és csaliként szolgál: a fogófonalak hatótávolságába vonzza a zsákmányhalakat. Ezt követően megeszi az összes maradékot és a fogókarok elhalt végeit. A portugál gályát különböző polipcsoportok alkotják. Minden egyes csoportnak külön feladata van, együttműködve úsznak, táplálkoznak és szaporodnak.

## Életmódja
A portugál gálya a tengerben sodortatja magát. Tápláléka kis halakból áll. Az állat néhány hónapig él.

## Szaporodása
Nem teljesen tisztázott, miként szaporodik a portugál gálya, azt azonban lehet tudni, hogy egy telepen belül vannak olyan polipok, amelyek a szaporodásáért felelősek. Ezekből ivartalan módon új telepek jönnek létre, így minden egyes portugál gálya képes újra és újra létrehozni önmagát. Ez magyarázatul szolgálhat időnkénti igen nagyszámú előfordulásukra is. Vannak olyan feltételezések is, hogy a portugál gálya, mielőtt elpusztul, petéket és spermát választ ki a tengerbe, amelyekből új egyedek jönnek létre.

## Veszélyessége
A portugál gálya mérge veszélyes az emberre is. Fogófonalainak érintése erős fájdalmat és gyulladást okoz. Veszélyességét tekintve elsősorban betegeknél vagy gyenge fizikumúaknál fordulhat elő légzési nehézség és akár szívleállás is. 